# 吕富华
吕富华（1907年—2004年），男，汉族，山东黄县人，中国药理学家、医学教育家，曾任同济医科大学教授，药典委员会委员，第三届全国人大代表。